# St. Martin Parish
St. Martin Parish is een parish in de Amerikaanse staat Louisiana.
De parish heeft een landoppervlakte van 1.916 km² en telt 48.583 inwoners (volkstelling 2000). De hoofdplaats is Saint Martinville. Ze grenst aan Lafayette Parish, St. Landry Parish, Pointe Coupee Parish, Iberville Parish, Iberia Parish, Assumption Parish en St. Mary Parish. Het is een van de 22 parishes die samen Acadiana of Cajun Country vormen.

## Bevolkingsontwikkeling

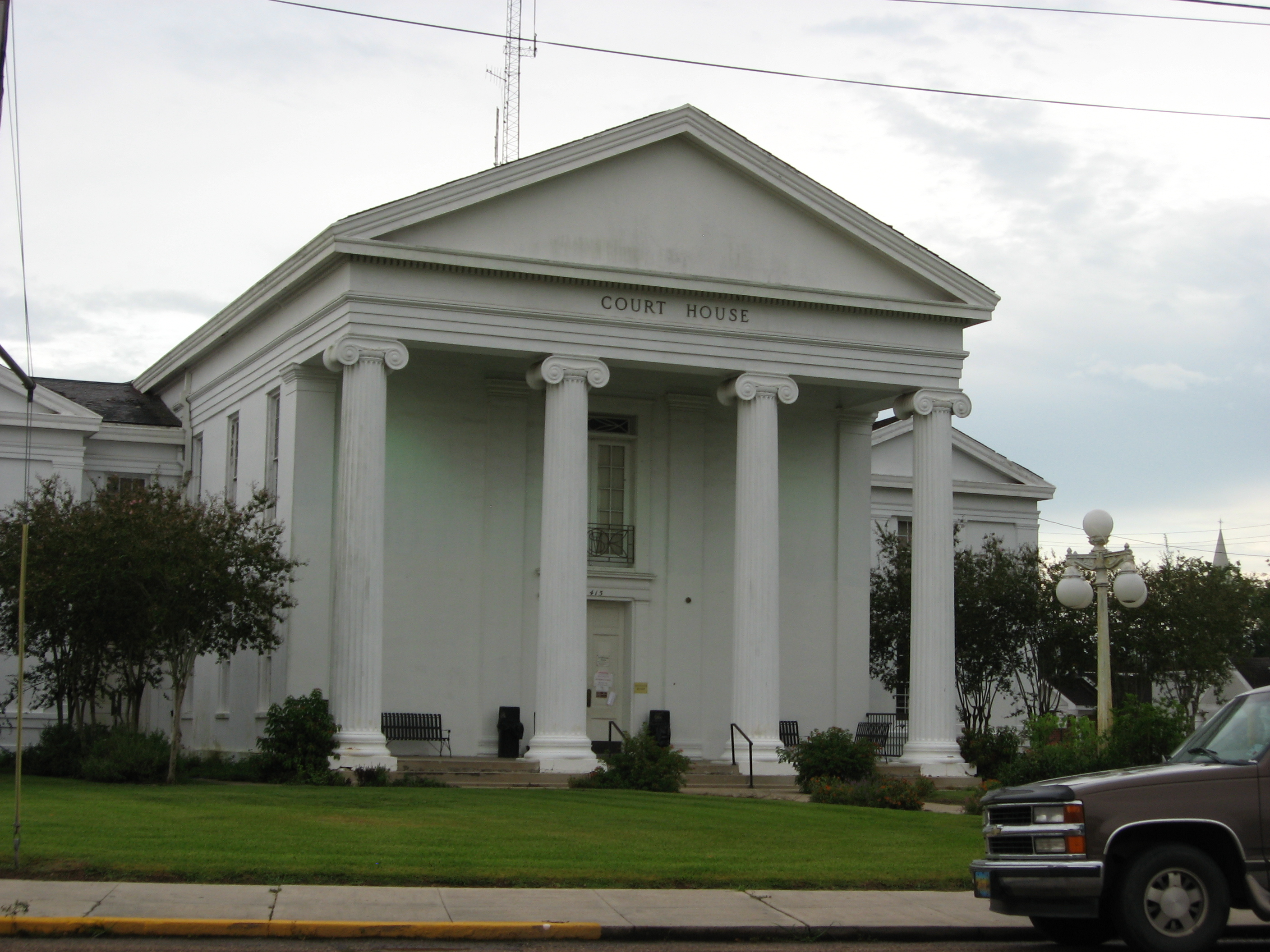
St. Martin Parish Courthouse